# Тенген (ера)
Тенген (天元) је јапанска ера (ненко) која је настала после Џоген и пре Еикан ере. Временски је трајала од новембра 978. до априла 983. године и припадала је Хејан периоду. Владајући монарх био је цар Енџу.

## Важнији догађаји Тенген ере
- 978. (Тенген 1, осми месец): Цар дозвољава ћерци Фуџиваре но Канеија да уђе у његово домаћинство која му убрзо рађа сина.[3]
- 978. (Тенген 1, десети месец): Фуџивара но Јоритада је уздигнут на позицију даиџо-даиџина, Минамото но Масанобу постаје садаиџин а Фуџивара но Канеије удаиџин.[3]